# 1190 (szám)
Az 1190 (római számmal: MCXC) az 1189 és 1191 között található természetes szám.

## A szám a matematikában
A tízes számrendszerbeli 1190-es a kettes számrendszerben 10010100110, a nyolcas számrendszerben 2246, a tizenhatos számrendszerben 4A6 alakban írható fel.
Az 1190 páros szám, összetett szám. Kanonikus alakja 21 · 51 · 71 · 171, normálalakban az 1,19 · 103 szorzattal írható fel. Tizenhat osztója van a természetes számok halmazán, ezek növekvő sorrendben: 1, 2, 5, 7, 10, 14, 17, 34, 35, 70, 85, 119, 170, 238, 595 és 1190.
Téglalapszám (34·35).
Az 1190 két szám valódiosztó-összegeként áll elő, ezek az 1978 és a 2374.

## Csillagászat
- 1190 Pelagia kisbolygó